# 모니카 스카티니
모니카 스카티니(Monica Scattini, 1956년 2월 1일 ~ 2015년 2월 4일)는 이탈리아의 배우이다.

## 출연 작품
- 어 워먼 애즈 어 프렌드 (2014)
- 바치 살라티 (2012)
- 끌로끌로 (2012)
- 원 라이프, 메이비 투 (2010)
- 아킬 (2010)
- 나인 (2009)
- 노라 (2000)
- 맨 맨 맨 (1995)
- 아름다운 마리 퀴리 (1991)
- 유혹녀 (1990)
- 마음의 저편 (1982)